# Місис Світу
Місис світу (англ. Mrs. World) — міжнародний театралізований конкурс краси, проводиться щорічно, як конкурс краси для одружених жінок. Спочатку проводилося як театралізована вистава краси пані Америки. Влаштований подібно до інших театралізованих конкурсів краси, це також надає особливого значення жіночій думці щодо шлюбу. Організований з 1985 року.

## Переможниці конкурсу
Не проводився у 1990—1995, 1997—1999 і 2004 роках.
| Рік  | Країна        | Місіс Світу               | Місце проведення       |
| ---- | ------------- | ------------------------- | ---------------------- |
| 1985 | Шрі-Ланка     | Розі Сенанаякі            | Квінсленд, Австралія   |
| 1986 | Колумбія      | Астрід Де Навія           | Гонолулу, Гаваї        |
| 1987 | Нова Зеландія | Барбара Рілі              | Сан-Хосе, Коста-Рика   |
| 1988 | США           | Памела Натл               | Гонолулу, Гаваї        |
| 1989 | Перу          | Лусіла Боггіано           | Гонолулу, Гаваї        |
| 1996 | Коста-Рика    | Марісоль Сото де Воліо    | Гонолулу, Гаваї        |
| 2000 | США           | Старла Стенлі             | Гонолулу, Гаваї        |
| 2001 | Індія         | Адиті Говітрикар          | Лас-Вегас, Невада      |
| 2002 | США           | Николь Брінк              | Лас-Вегас, Невада      |
| 2003 | Таїланд       | Сюзанна Раваді Вічейнтрут | Лас-Вегас, Невада      |
| 2005 | Ізраїль       | Сіма Бахар                | Amby Valley, Індія     |
| 2006 | Росія         | Софія Аржаковська         | Санкт-Петербург, Росія |
| 2007 | США           | Діана Такер               | Сочі, Росія            |
| 2008 | Україна       | Наталя Шмаренкова         | Калінінград, Росія     |
| 2009 | Росія         | Вікторія Радочинська      | Вунгтау, В'єтнам       |
| 2010 |               |                           | Республіка Корея       |